# Boeica hirsuta
Boeica hirsuta är en tvåhjärtbladig växtart som beskrevs av Charles Baron Clarke. Boeica hirsuta ingår i släktet Boeica och familjen Gesneriaceae. Inga underarter finns listade i Catalogue of Life.